# سلامي (الريف الشرقي)
سلامي (بالفارسية: سالمی) هي منطقة سكنية تقع في إيران في قسم الريف الشرقي الريفي. يقدر عدد سكانها بـ 44 نسمة بحسب إحصاء 2016.